# Любомир Чернаев
Любомир Атанасов Чернаев е български анархист и революционер, участник в Съпротивителното движение.
Любомир Чернаев е роден през 1905 г. в град Пазарджик, като син в работническо семейство. От ранна възраст е въжарски работник. Интелигентен по природа, той усвоява анархистическите идеи и им служи до самата си смърт.
Образува синдикат на въжарските работници от двадесет души. Събитията след Септемврийското въстание от 1923 г. го увличат. Той влиза във връзка с четата на Васил Икономов и Нешо Тумангелов в Средногорието. Подгонен от властта, излиза в нелегаленост и се присъединява към анархистическото съпротивително движение около Копривщица и Стрелча, като участва и в нападението на Борис III в Арабаконак и в други партизански акции.
Преследван от един полицай за да го залови, Любомир Чернаев го убива, но скоро също пада убит край Захарна фабрика в София през 1923 г.